# Krivodol (gmina Podbablje)
Krivodol – wieś w Chorwacji, w żupanii splicko-dalmatyńskiej, w gminie Podbablje. W 2011 roku liczyła 457 mieszkańców.